# Kamiya Satoshi
Kamiya Satoshi (神谷 哲史 Kamiya Satoshi, Thần Cốc Triết Sử) (sinh ngày 6 tháng 6 năm 1981 ở Nagoya, Nhật Bản), anh là một trong những bậc thầy trẻ nhất và cũng nổi tiếng tài hoa nhất về nghệ thuật xếp giấy Origami trên thế giới. Khi học xếp giấy lúc 2 tuổi, tới giờ Satoshi đã tạo ra hàng trăm mẫu xếp giấy khác nhau. Một số mẫu xếp giấy nổi tiếng nhất đến nay của anh là hai con rồng, mà một con là Ryujin 3.5 (long thần -2005) còn con kia gọi là Ancient Dragon (rồng cổ đại phương Tây -2002) và nhiều mẫu gấp nổi tiếng khác như Phoenix 3.5 (phượng hoàng), Wasp 2.6 (ong bắp cày), Alduin (the world eater - con rồng trong tựa game Skyrim nổi tiếng)
Satoshi đã sáng tác các mẫu xếp của anh, bao gồm những con rồng, lấy ý tưởng trong các tập truyện tranh Nhật Bản. Hầu hết những mẫu xếp giấy của Satoshi đều vô cùng phức tạp; những con rồng, chẳng hạn Ancient dragon, đòi hỏi 274 bước để xếp và được xếp từ giấy vuông khổ lớn hay tissue foil (tấm giấy tráng kim loại mỏng), thậm chí mẫu phức tạp nhất - Ryujin 3.5 được gấp bằng giấy 2 mét vuông, trong thời gian khoảng 1 tháng. Ngoài ra, anh còn sáng tác rất nhiều mẫu với chủ đề chủ yếu là động vật ( bao gồm cả các loại khủng long, hay các sinh vật trong truyền thuyết như rồng...)
Anh là bậc thầy với kĩ thuật sáng tác phân tử 22,5 độ. Các mẫu gấp được sáng tác bằng kĩ thuật 22,5 độ của anh luôn có sự tính toán tài tình và tạo được vẻ đẹp cổ điển tự nhiên của origami và đồng thời tạo ra sức hút đối với những người gấp giấy nói chung.
Năm 2003 Kamiya đã viết một cuốn sách, Works of Satoshi Kamiya - là cuốn sách đầu tiên của anh, bao gồm 19 mẫu xếp giấy thử thách người chơi. Hiện nay anh đã xuất bản cuốn sách Works of Satoshi Kamiya 2, bao gồm các hướng dẫn phức tạp và thú vị.

## Ấn phẩm
Tác phẩm của Kamiya Satoshi, 1995-2003 Origami House, 2005. ISBN 0000041944
World of Super-Complex Origami Soshimu, 2010. ISBN 978-4-88337-710-7 (đồng tác giả với các nghệ sĩ origami khác như Komatsu Hideo and Takashi Hojyo)
Works of Satoshi Kamiya 2, 2002-2009 Origami House, 2012